# Missahoé
Missahoé est une commune togolaise située dans la préfecture du Kloto, au Sud-Ouest du Togo dans la région des Plateaux. Elle se situe au centre de la forêt classée de Missahoé, à laquelle elle donne son nom et à proximité de Kpalimé.
La commune conserve certains vestiges coloniaux et est proche de la cascade la plus visitée du Togo, la cascade de Kamalo.

## Histoire

### Colonisation
La petite commune est nommée ainsi par l'administrateur colonial et gouverneur du Togoland allemand, Jesko von Puttkamer, en 1890,,. Il ne s'agit pas d'un endonyme mais d'un exonyme, puisque von Puttkamer donne à la localité le nom de « Misahöhe », en l'honneur de son ancienne amante, une princesse hongroise, Mária Esterházy de Galantha, surnommée Misa,,.
Il s'agit d'un lieu stratégique pour les colons en raison de sa haute altitude et de sa fraîcheur, et ils y font construire une maison pour le gouverneur, un palais de justice, une prison et un cimetière allemand. Pendant la colonisation française, qui succède à la colonisation allemande, en 1934, une station météorologique est installée dans la commune.

### Togo post-colonial
Au début du XXIe siècle, la majeure partie de la population de la région entière est composée de Ewè et l'ensemble des 11 communes situées autour de la forêt classée réunit une population de 25,845 habitants. La maison du gouverneur allemand subsiste encore dans le village.
La culture du café et du cacao est très répandue autour de la commune.

## Climat
En 2013, la pluviométrie de la région varie entre 1400 et 1800 mm et voit chaque année 2 à 3 mois de saison sèche. Le maximum de la température enregistré y est à cette époque de 34 degrés et son minimum de 18.

## Hydrographie
La commune se trouve à proximité de la cascade de Kamalo, la cascade la plus visitée du Togo,.